# Winnaretta Singer
Winnaretta Singer (Nova York, 8 de gener de 1865 - Londres, 26 de novembre de 1943) va ser una músic i una artista consumada, patrona de la cultura avantguardista i va presidir un dels salons més prestigiosos de París. Destaquen fets seus com adquirir pintures impressionistes abans que fossin aclamades públicament, també ho va fer amb obres de compositors moderns com Erik Satie i Ígor Stravinski, i va mantenir amistat amb personatges destacats com Marcel Proust, Jean Cocteau i la seva veïna a París, la poeta Anna de Noailles. La seva contribució econòmica va assegurar l' èxit dels Ballets Russos de Serguei Diàguilev a Europa.

## Biografia
Era filla d'Isaac Merritt Singer (que es va fer milionari per la creació de les màquines de cosir Singer) i Isabelle Eugénie Boyer Singer. Va néixer a Nova York, però als 2 anys (1866), la família Singer se'n va a viure a França. L'any 1870 esclata la Guerra francoprussiana i els Singer fugen de França per anar a Londres; i uns anys més tard es traslladen a Torbay, Devon (EUA), on hi construeixen una elegant mansió.
El 1875, quan Winnaretta tenia 10 anys, mor el seu pare, i és per això que la seva mare decideix tornar cap a França, ja que era el centre cultural i social d'Europa. Isabelle, poc després d'arribar a França l'any 1878, es va casar amb el Vescomte d'Estenburg i Duc de Camposelice. I pel fet d'haver-se convertit en duquessa va poder conèixer Frédéric Bartholdi, l'escultor de l'Estàtua de la Llibertat, qui s'inspirà en la bellesa de les característiques facials d'Isabelle per a fer el cap de l'estàtua. Al saló dels ducs hi havia esdeveniments musicals setmanalment, i això va fer despertar l'interès de Winnaretta per la música.
Winnaretta sempre es va interessar per l'art, però sobretot per l'art impressionista (Manet, Monet i Sisley). Malgrat, doncs, que l'art fos molt important per a ella, va ser la música qui va ocupar el centre de les seves activitats culturals. L'any 1880 va conèixer Gabriel Fauré en el saló de la seva mare, i el 1885 va anar per primer cop, tot i que després va ser una activitat que feien anualment, al Festival Bayreuth a Alemanya, per escoltar-hi música de Wagner.
Després d'haver passat per un matrimoni bastant complicat amb el príncep Louis de Scey-Montbéliard, sobretot perquè ella es va sentir molt dominada, es va casar amb Edmond de Polignac, amb qui va mantenir una relació molt diferent, ja va tenir més llibertat, pel que fa a la seva orientació bisexual, de la qual mai no se'n va amagar.
L'any 1890 va comprar-se una mansió a l'Avenue Henri-Martin (on actualment hi ha la seu de la Fundació Singer-Polignac), i la va començar a reconstruir a l'estil clàssic francès del segle xviii. Va comptar amb l'ajut del Comte Robert de Montesquiou (conegut pel seu exquisit gust en objectes d'art i decoració), qui la va ajudar a decorar el Gran Saló i un gran sala de música que hi contenia un orgue. A la primera actuació musical a la casa Singer ja hi van actuar artistes com Vincent d'Indy, Ernest Chausson i Emmanuel Chabrier.
L'any 1892 havia aconseguit fer-se un lloc a la societat parisenca, i era considerada com l'esperit orientador d'un saló cada vegada més avantguardista. En aquest moment ja havia començat a encarregar composicions a Fauré i a Chabier. Però, això sí, no va pas intervenir mai en la seva creativitat, sinó que va permetre'ls desenvolupar les seves idees. Tot i començar a fer-se un lloc important en la societat francesa, els grans cercles de la societat francesa no veien bé que fos una dona divorciada, i és per això que es va tornar a casar.
Després de casar-se amb Edmon de Polignac, va ser quan el saló va agafar més força, a causa de les amistats del seu nou marit. La princesa va començar aconseguir la fama, ja que el seu saló era un dels quatre salons acadèmics de París on hi havia llibertat d'idees, i on es podia parlar de diversos temes, des de l'art fins a la política. El seu saló va ser important per les grans actuacions que s'hi van esdevenir a càrrec de grans compositors, alguns dels quals van dedicar les seves obres a l'amfitriona.
El príncep va morir el 1901, fet que va deixar Winnaretta una mica desconcertada. És per això que en aquest moment s'allunyà de París i s'obrí més internacionalment. Ella afirmava, malgrat estar en època de nacionalisme i de tenir aquesta consciència nacional, que el nacionalisme provocava un barrera en el desenvolupament intel·lectual. Va ser en aquest moment, quan va adquirir una casa a Londres (1908), que també es va convertir en un lloc cultural molt important de l'alta societat londinenca. I fou aquí on començà a tenir relacions amb dones, com Gertrude Stein, Natalie Clifford Barney i la princessa Violette Murat. És per això que Winnaretta és coneguda, a part de pel seu mecenatge, com a personatge històric pel grup LGTB.
Als voltants de 1906 Winnaretta es va reunir amb l'empresari rus Diaghilev. Després de la reunió que va tenir amb ell, Winnaretta va pensar que era una geni, i és per això que es va convertir en la seva principal contribuent financera, amb l'èxit dels Ballets Russos. I ja el 1908 va ser quan va presentar Nijinsky, Ida Rubenstein i Anna Pavlova al públic de París, al mateix temps que va ser patrona de joves artistes com Sert, Romaine Brooks i Jacques-Emile Blanche. Aquesta activitat del foment de joves talents mai no la va deixar de fer. El 1911, Singer va proporcionar una gran suma de diners a la Royal Society of Literature de Londres, i a canvi es va crear el Premi Polignac, en homenatge al príncep Edmon. 
Quan l'any 1914 esclatà la Primera Guerra Mundial, Winnaretta es mantingué apolítica i sempre va romandre a França. També en aquesta època va donar moltes ajudes econòmiques a Marie Curie, per a què seguís investigant en el tema de la ràdio i així poder ajudar els soldats francesos ferits. També va seguir distribuint diners per als artistes russos com Stravinsky i Diaghilev, als quals els havien retirat els seus recursos a causa de la Revolució Russa.
Pel Saló van seguir passant gran celebritats. Va haver-hi la desfilada del Ballet de Cocteau, amb música de Satie. Van passar artistes com Picasso, Cocteau, André Breton i Paul Claudel. El 1923 va encarregar el Concert per piano i orquestra a Germaine Tailleferre.
Malgrat ser social i físicament activa, Winnaretta ja es començava a fer gran, és per això que va començar a pensar com repartiria la seva riquesa. Va ser, doncs, la seva amiga Maurice de Paléologue qui li va suggerir que creés una fundació que fomentés i dotés projectes artístics i científics. I va ser el dia 25 de març del 1928 que va ser una realitat. 
Ella va seguir potenciant el mecenatge de les arts, per exemple seguia subvencionant els Ballets Russos, i també va donar un gran ajut econòmic a l'Edipus Rex de Stravinsky. Amb la mort de Diaghilev el 1929, va marcar el final d'una era artística. Va ser en aquest moment, que ella va començar a decantar-se per música pura, òpera, cambra i música orquestral. També és un moment en què estreny llaços amb Nadia Boulanger i els seus alumnes. I va ser l'any 1933 quan es va fer un concert en homenatge a totes les seves contribucions al món de la música. 
La Fundació Singer-Polignac ja va començar a agafar força i ja estava donant suport activament a les arts. 
El 3 de setembre de 1939, hi ha una gran gir a la seva vida, quan Gran Bretanya i França declaren la Guerra a Alemanya. Just en aquell moment Singer es trobava a Anglaterra i es va veure obligada a quedar-s'hi. Aquí se li va enfonsar el món, ja que patia per la seva casa de Paris i que no la pogués tornar a veure. Ella va anar fent vida a Anglaterra, anant a concerts, pintant, i anant a galeries i museus. Va ser, però, el dia 26 de novembre a les 2 de la matinada que va patir un atac de cor, i va morir sense tornar a veure la seva estimada casa de París. El dia 1 de desembre es va celebrar un rèquiem dedicat a ella, i la princesa de Polignac va ser enterrada al costat del seu marit, el príncep Edmond, a Torquay.

## Relació Matrimonial
Es va casar amb el príncep Louis de Scey-Montbéliard, però després que es divorciessin el 1891, el matrimoni va quedar anul·lat per l'Església l'any 1892; després es casar amb el príncep Edmond de Polignac (el 15 de desembre de 1893), i del matrimoni no en va sorgir cap fill.
Va viure en una època en què les parelles de conveniència eren molt freqüents. El matrimoni que va tenir Winnaretta amb Edmon va ser un matrimoni blanc (sense cap compromís sexual). Ella fins i tot declarava que era Homosexual, Bisexual i Heterosexual, cosa que va fer que tingués una vida molt lliberal en aquest sentit, però a vegades polèmica.
L'aliança amb el príncep va ser de conveniència, però també de respecte, admiració personal i de reconeixement intel·lectual; hi havia molta entesa, a causa sobretot de la passió compartida pel mecenatge artístic. Ells dos tenien sempre obertes les portes del seu palauet, la mansió Avenue Henri-Martin, refugi de la música avantguardista.
L'any 1901 Edmon de Polignac moria, això va fer que Winnaretta esdevingués una vídua jove de 36 anys amb una gran fortuna econòmica. Ella, però, va seguir treballant en benefici de les ciències, de les lletres, i sobretot també en l'àmbit musical, per fer honorar la memòria del seu difunt marit.